# 브와디스와프 안데르스
브와디스와프 안데르스(영어: Władysław Albert Anders, 1892년 8월 11일 – 1970년 5월 12일)는 폴란드 서부군의 장군이자 폴란드 망명 정부의 영구 구성원이었다. 그는 안데르스의 군대를 이끈 것으로도 유명하다.

## 어린 시절
안데르스는 1892년 8월 11일 아버지 알버트 안데르스와 엘리자베스 안데르스 사이에서 태어났다. 그는 바르샤바 인근의 크로스녜비체에서 태어났다. 이 때 당시 폴란드는 폴란드 분할의 여파로 러시아 제국에 속해있었으며, 프리비슬린스키 크라이라는 이름으로 불리고 있었다.
그의 부모는 모두 발트계 독일인 출신으로 그는 프로테스탄트인 폴란드 루터교에서 세례를 받았다. 안데르스 에게는 3명의 형제가 있었는데 카롤 안데르스 , 타데우츠 안데르스 , 저지 안데르스 가 그들이며, 형제들도 모두 군대에 들어가 경력을 쌓았다. 졸업 후 안데르스  러시아 군사학교에 들어가 예비장교가 되었다. 그는 제1차 세계 대전 당시 러시아 제국육군에서 제1크레초피예치 랜서스 여단을 이끌었다.
1918년 11월 폴란드가 독립한 이후, 그는 새로 창설된 폴란드 육군에 들어갔다. 폴란드-소비에트 전쟁 당시 그는 제15포즈난여단을 이끌었고, 비르투티 밀리타리 훈장을 받았다. 전후에는 프랑스의 생시르 사관학교에서 공부해 그곳을 졸업했고, 폴란드로 돌아온 후에는 타데우츠 요단로차도프스키 휘하에서 폴란드 육군의 일반 장교로써 복무했다. 그는 1926년 폴란드에서 발발한 5월 쿠데타에 반발했다. 그는 쿠데타 이후 권력의 핵심으로 떠오른 사나치아에 참여하기를 거부했다. 유제프 피우수트스키는 1931년 그를 기병여단에 배속시켰고, 1934년 그는 진급하게 되었다.

## 제2차 세계 대전
안데르스는 1939년 9월 폴란드 침공 당시 노보그로츠카 기병여단을 이끌고 있었으며 곧바로 므와바 전투에 참전했다. 폴란드 북부 전선이 붕괴된 이후, 여단은 바르샤바 쪽으로 후퇴했고 민스크 전투와 토마슈프마조비에츠키 전투에서도 격전을 치렀다. 소련의 폴란드 침공 이후, 안데르스는 남쪽의 리비우로 후퇴해 헝가리나 루마니아 국경으로 가기를 희망했으나 2번의 부상 끝에 9월 29일 소련군에 의해 가로막혀 포로로 잡히게 되었다. 그는 초기에 리비우에 수감되었으나 1940년 2월 29일 모스크바의 루뱐카로 이감되었다. 수감 생활 동안 안데르스는 고문을 받아 어쩔 수 없이 붉은 군대에 들어가게 되었다.
바르바로사 작전의 시작과 시코르스키-마이스키 협정 체결 이후, 안데르스는 소련 당국에게서 석방되었다. 이는 폴란드군이 붉은 군대와 함께 싸우고자 하는 목표였다. 하지만 안데르스는 소련과 정치적 문제로 대립했고 무기, 식량, 의복 등의 문제로 안데르스의 군대라 알려진 그의 병사들이 폴란드 시민들과 같이 페르시아 협곡을 거쳐 이란, 이라크, 영국 위임통치령 팔레스타인 등지로 도피하기 시작했다. 1942년 3월 발생한 이 이주는 영국-소련-폴란드의 이해관계에 바탕을 두고 있었다. 중동 지역으로 탈출한 폴란드인들은 영국군의 호위를 받으며 팔레스타인으로 왔고, 안데르스는 이곳에서 폴란드 제2군단을 창립했다. 폴란드 제2군단은 폴란드 서부군의 중요한 전략적 작전부대가 되었다. 이 부대는 1944년 이탈리아 전역의 몬테카시노 전투에서 활약했고, 이후 고딕 선과 포도탄 작전에서 활약했다.

## 같이 보기
- 폴란드 동부군
- 폴란드 서부군
- 폴란드 망명정부
- 서구의 배신